# Richard Raši
Richard Raši, né le 2 avril 1971 à Košice, est un médecin et un homme politique slovaque.
Il a été élu président du Conseil national de la République slovaque le 26 mars 2025.

## Biographie
Richard Raši entre à la faculté de médecine de l'université Pavol-Jozef-Šafárik en 1989 et en sort diplômé en 1995. Il est spécialisé en chirurgie traumatologique et obtient son master de l'Université slovaque de la santé dans le domaine de la santé publique en 2004. Il exerce comme interne à l'hôpital universitaire Louis Pasteur de Košice puis en 2007 devient chef de l'hôpital de Bratislava.
Membre du parti Direction - Social-démocratie (Smer), il est ministre de la Santé du gouvernement Fico du 8 juin 2008 au 8 juillet 2010. Il est élu député au Conseil national en juin 2010 et réélu en 2012 et 2016. Parallèlement, il est élu maire (primator) de Košice le 27 novembre 2010 et réélu en novembre 2014.
Le 22 mars 2018, il est nommé vice-président du gouvernement, chargé des Investissements et du Numérique, dans le gouvernement Pellegrini et quitte son siège de député ainsi que son poste de maire. En mars 2020, la défaite du Smer aux élections législatives entraîne la démission du gouvernement.
Il a été réélu député en 2020 sur la liste de SMER-SD. Il été parmi les députés rassemblés autour de l'ex-Premier ministre slovaque Peter Pellegrini ayant quitté SMER-SD pour former le nouveau parti social-démocrate HLAS-SD.
Élu député en 2023, il a été nommé Ministre slovaque de l'Investissement, du Développement régional et de Numérisation dans le gouvernement Fico. 
Le 26 mars 2025, il a été élu président du Conseil national de la République slovaque, avec le soutien de 79 députés parmi 150, succédant à Peter Žiga, président ad intérim depuis avril 2024.